# Дален (Мозель)
Дале́н (фр. Dalhain) — коммуна во французском департаменте Мозель региона Лотарингия. Относится к  кантону Шато-Сален.	

## География
Дален расположен в 38 км к юго-востоку от Меца. Соседние коммуны: Мартий на севере, Белланж и Ашен на северо-востоке, Риш на востоке, Бюрльонкур на юго-востоке, Пюттиньи на юге, Ваннкур и Вакси на юго-западе, Шато-Бреэн и Бреэн на северо-западе.

## История
- Коммуна была разделена между бывшим герцогством Лотарингия и Французским королевством.
- Коммуна подверглась сильным разрушениям во время Первой мировой войны 1914—1918 годов.

## Демография
По переписи 2007 года в коммуне проживало 114 человек.	

## Достопримечательности
- Остатки древнеримской усадьбы.
- Церковь Сент-Круа, реконструирована после 1920 года.